# Präsidentschaftswahl in Portugal 2016
Am 24. Januar 2016 fand die neunte Präsidentschaftswahl in Portugal seit der Nelkenrevolution statt. Gut 9,7 Millionen Portugiesen weltweit waren dazu aufgerufen, einen neuen Staatspräsidenten zu wählen. Bei dieser Wahl wurde der Nachfolger von Aníbal Cavaco Silva bestimmt, der nach zwei Amtszeiten nicht erneut kandidieren durfte. Hätte kein Kandidat mehr als 50 % der Stimmen der wahlberechtigten Bevölkerung Portugals erhalten, wäre es am 14. Februar 2016 zu einer Stichwahl gekommen. Bereits in der ersten Runde setzte sich der Universitätsprofessor und ehemalige Vorsitzende der konservativen PSD, Marcelo Rebelo de Sousa mit etwa 52 % der Stimmen durch.
Der neue Staatspräsident wird am 9. März 2016 ins Amt eingeführt.

## Amt und Aufgaben
Im semipräsidentiellen Regierungssystem Portugals übt der Staatspräsident vor allem repräsentative Aufgaben aus, hat jedoch einige bedeutende Rechte und Pflichten. Er nominiert mit Hinblick auf die Wahlergebnisse den Premierminister, der ihm wiederum sein Kabinett vorschlägt. Des Weiteren ernennt der Präsident die Generäle der portugiesischen Armee, Botschafter und Generalstaatsanwälte und Vorsitzende der Gerichtshöfe, er kann den Notstand ausrufen und, wenn die Regierung dies vorschlägt, einem anderen Land den Krieg erklären beziehungsweise Frieden schließen. Außerdem unterzeichnet der Staatspräsident alle von der Assembleia da República beschlossenen Dekrete und Gesetze und vertritt die portugiesische Republik in Fragen internationaler Verträge. Zudem kann er über Amnestien und Gnadengesuche entscheiden.

## Zugelassene Kandidaten
Am 29. Dezember 2015 gab das portugiesische Verfassungsgericht bekannt, zehn Kandidaten zur Wahl zuzulassen. Zur Wahl aufstellen konnte sich jeder Bürger mit portugiesischer Staatsbürgerschaft mit aktivem Wahlrecht und einem Mindestalter von 35 Jahren. Zudem musste jeder Kandidat bis 30 Tage vor der Wahl mindestens 7500 Unterstützungsunterschriften gesammelt haben. Das Verfassungsgericht loste die Reihenfolge der Kandidaten aus:
- Henrique Neto, Unternehmer, Mitglied der PS, ehemaliger Abgeordneter in der Assembleia da República[4]
- António Sampaio da Nóvoa, Mitglied der PS, früherer Rektor der Universität Lissabon[5]
- Cândido Ferreira, Unabhängiger, Arzt[6]
- Edgar Silva, Partido Comunista Português[7]
- Jorge Sequeira, Unabhängiger
- Vitorino Silva („Tino de Rans“), Unabhängiger, ehemaliger Bürgermeister von Rans
- Marisa Matias, Bloco de Esquerda, Europaabgeordnete[8]
- Maria de Belém, Mitglied der PS, ehemalige Gesundheitsministerin und Ministerin für Gleichstellung, ehemalige Vorsitzende der PS[9]
- Marcelo Rebelo de Sousa, Universitätsprofessor, ehemaliger Vorsitzender der PSD[10]
- Paulo de Morais, Unabhängiger, ehemaliger stellvertretender Bürgermeister von Porto[11]

Die Präsidentschaftswahl 2016 ist bisher mit zehn antretenden Personen die Wahl mit den meisten zugelassenen  Kandidaten. Bisher war dies die Wahl im Jahr 1980 mit sieben Kandidierenden.

## Umfragen
|                                            |                                   |                                      |                 |                                    |                  |                          |      |       |      |      |
| Marcelo Rebelo de Sousa Parteiloser        | Maria de Belém Roseira Parteilose | António Sampaio da Nóvoa Parteiloser | Edgar Silva PCP | Henrique de Sousa Neto Parteiloser | Marisa Matias BE | Paulo Morais Parteiloser |      |       |      |      |
| Endergebnis laut Innenministerium Portugal | 25. Jan 2016                      | 4.737.327                            | 52.0            | 4.24                               | 22.89            | 3.95                     | 0.84 | 10.13 | 2.15 | –    |
| Endergebnis                                |                                   |                                      |                 |                                    |                  |                          |      |       |      |      |
| Expresso/SIC                               | 23. Jan 2016                      | 1301                                 | 52.5            | 18.1                               | 16.9             | 4.7                      | 1.3  | 4.8   | 1.7  | –    |
| Aximage                                    | 20. Jan 2016                      | 1301                                 | 51.5            | 9.0                                | 22.6             | 5.2                      | 0.8  | 6.6   | 2.3  | 2.0  |
| Eurosondagem                               | 13. Jan 2016                      | 1183                                 | 54.8            | 16.3                               | 16.8             | 4.0                      | 1.1  | 4.8   | 1.6  | 0.6  |
| 2016                                       |                                   |                                      |                 |                                    |                  |                          |      |       |      |      |
| Católica                                   | 6. Dez 2015                       | 1183                                 | 62.0            | 14.0                               | 15.0             | 2.2                      | 2.8  | 3.0   | 1.0  | –    |
| Aximage                                    | 2. Dez. 2015                      | 605                                  | 62.8            | 15.4                               | 15.2             | 2.2                      | 0.5  | 2.8   | 1.1  | 13.0 |
| Eurosondagem                               | 18. Nov. 2015                     | 1510                                 | 48.0            | 18.9                               | 16.7             | 2.2                      | 5.2  | 6.9   | 2.2  | 1.1  |
| Aximage                                    | 4. Nov. 2015                      | 603                                  | 56.9            | 13.1                               | 15.3             | –                        | 2.1  | –     | –    | 12.9 |
| Intercampus                                | 30. Sept. 2015                    | 1013                                 | 49.3            | 17.0                               | 10.1             | 1.4                      | –    | –     | –    | 22.2 |
| 2015                                       |                                   |                                      |                 |                                    |                  |                          |      |       |      |      |

## Ergebnis
| Kandidaten                  | Kandidaten               | Parteien                                | Stimmen   | %    |
| --------------------------- | ------------------------ | --------------------------------------- | --------- | ---- |
|                             | Marcelo Rebelo de Sousa  | Partido Social Democrata (CDS–PP – PPM) | 2.413.956 | 52,0 |
|                             | António Sampaio da Nóvoa | Unabhängig (PCTP/MRPP – LIVRE)          | 1.062.138 | 22,9 |
|                             | Marisa Matias            | Bloco de Esquerda (MAS)                 | 469.814   | 10,1 |
|                             | Maria da Belém Roseira   | Parteilos                               | 196.765   | 4,2  |
|                             | Edgar Silva              | Partido Comunista Português (PEV)       | 183.051   | 3,9  |
|                             | Vitorino Silva           | Parteilos                               | 152.374   | 3,3  |
|                             | Paulo de Morais          | Parteilos                               | 100.191   | 2,2  |
|                             | Henrique de Sousa Neto   | Parteilos                               | 39.163    | 0,8  |
|                             | Jorge Sequeira           | Parteilos                               | 13.954    | 0,3  |
|                             | Cândido Ferreira         | Parteilos                               | 10.609    | 0,2  |
| Gesamt                      | Gesamt                   | Gesamt                                  | 4.642.015 | 100  |
|                             |                          |                                         |           |      |
| Leere Stimmzettel           | Leere Stimmzettel        | Leere Stimmzettel                       | 58.964    | 1,2  |
| Ungültige Stimmzettel       | Ungültige Stimmzettel    | Ungültige Stimmzettel                   | 43.588    | 0,9  |
| Wähler                      | Wähler                   | Wähler                                  | 4.744.597 | 48,7 |
| Wahlberechtigte             | Wahlberechtigte          | Wahlberechtigte                         | 9.751.398 |      |
|                             |                          |                                         |           |      |
| Quelle: Diário da República |                          |                                         |           |      |

## Nachweise
1. ↑  PPresidenciais 2016 - Wahlberechtigte (siehe unten) (Memento des Originals vom 25. Januar 2016 im Internet Archive)  Info: Der Archivlink wurde automatisch eingesetzt und noch nicht geprüft. Bitte prüfe Original- und Archivlink gemäß Anleitung und entferne dann diesen Hinweis., presidenciais2016.mai.gov.pt, abgerufen am 26. Januar 2016 (pt)
2. ↑   Wahlsieg: Konservativer Rebelo de Sousa wird neuer Präsident Portugals. Spiegel Online, 24. Januar 2015, abgerufen am gleichen Tage
3. ↑  Todas as datas até às presidenciais de 2016 (Memento des Originals vom 21. Dezember 2015 im Internet Archive)  Info: Der Archivlink wurde automatisch eingesetzt und noch nicht geprüft. Bitte prüfe Original- und Archivlink gemäß Anleitung und entferne dann diesen Hinweis., expresso.pt, abgerufen am 11. Dezember 2015 (portugiesisch)
4. ↑  Henrique Neto candidata-se a Belém com soluções à esquerda e à direita (Memento des Originals vom 27. März 2015 im Internet Archive)  Info: Der Archivlink wurde automatisch eingesetzt und noch nicht geprüft. Bitte prüfe Original- und Archivlink gemäß Anleitung und entferne dann diesen Hinweis., ionline.pt, 25. März 2015, abgerufen am 10. Dezember 2015 (portugiesisch)
5. ↑  Sampaio da Nóvoa avança oficialmente a 29 de abril, visao.sapo.pt, abgerufen am 11. Dezember 2015 (portugiesisch)
6. ↑  Médico Cândido Ferreira apresenta candidatura a 25 de abril em Cantanhede, observador.ptm abgerufen am 11. Dezember 2015 (portugiesisch)
7. ↑  "Padre Edgar" é candidato do PCP a Belém, jn.pt, abgerufen am 11. Dezember 2015 (portugiesisch)
8. ↑  É oficial. Marisa Matias é candidata a Belém, dn.pt, abgerufen am 11. Dezember 2015 (portugiesisch)
9. ↑  Oficial: Maria de Belém comunicou a Costa que será candidata à Presidência, observador.pt, 17. August 2015, abgerufen am 10. Dezember 2015 (portugiesisch)
10. ↑  Persönliche Webseite von Rebelo de Sousa (Memento des Originals vom 17. Oktober 2015 im Internet Archive)  Info: Der Archivlink wurde automatisch eingesetzt und noch nicht geprüft. Bitte prüfe Original- und Archivlink gemäß Anleitung und entferne dann diesen Hinweis., juntosporportugal.pt, abgerufen am 10. Dezember 2015 (portugiesisch)
11. ↑  Mais um candidato a Belém. Agora é Paulo Morais, observador.pt, vom 9. April 2015, abgerufen am 10. Dezember 2015 (portugiesisch)